# Estoa Pecile

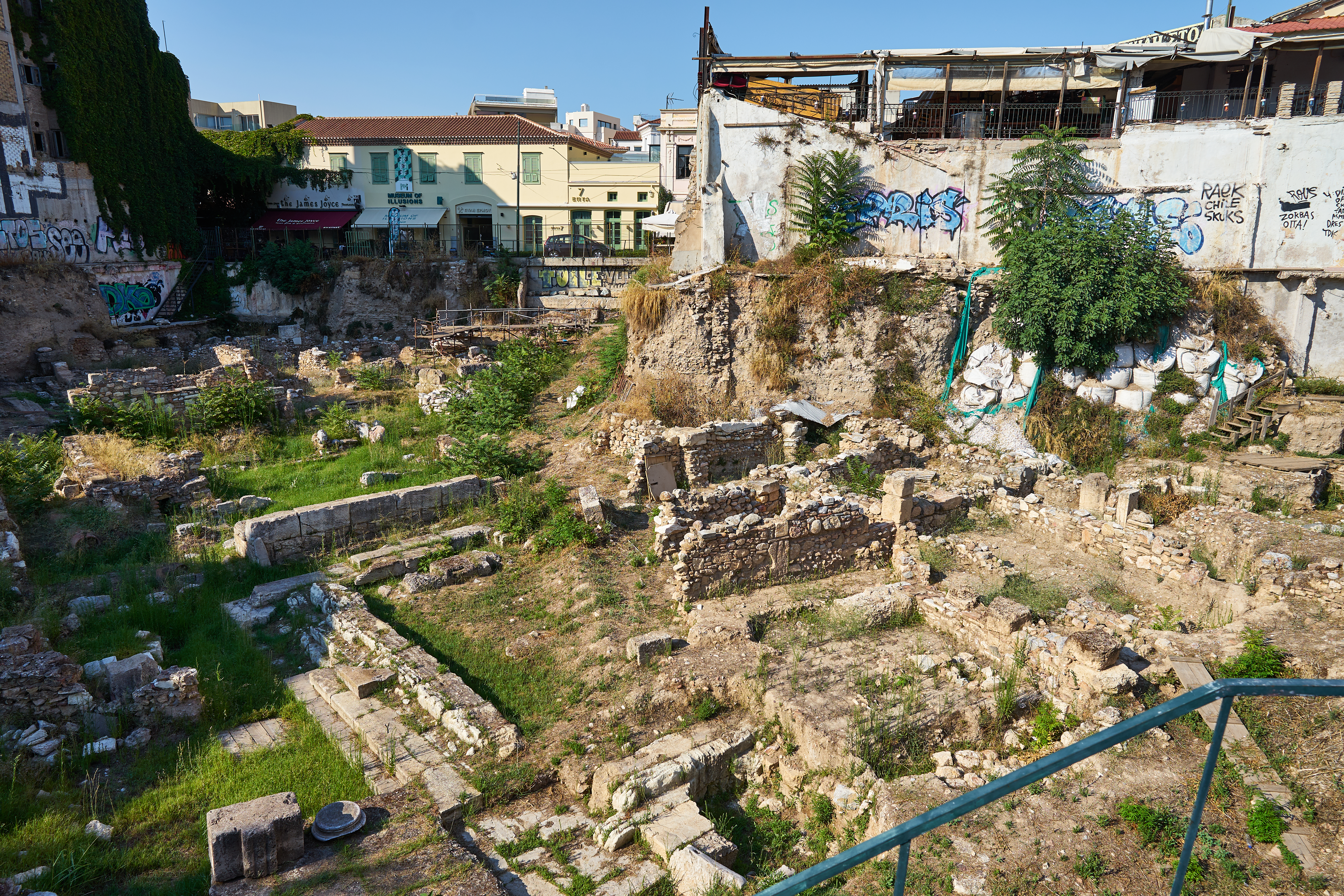
Esquina noroeste de la Estoa Pecile o 'Pórtico Pintado', en primer plano (año 2020).

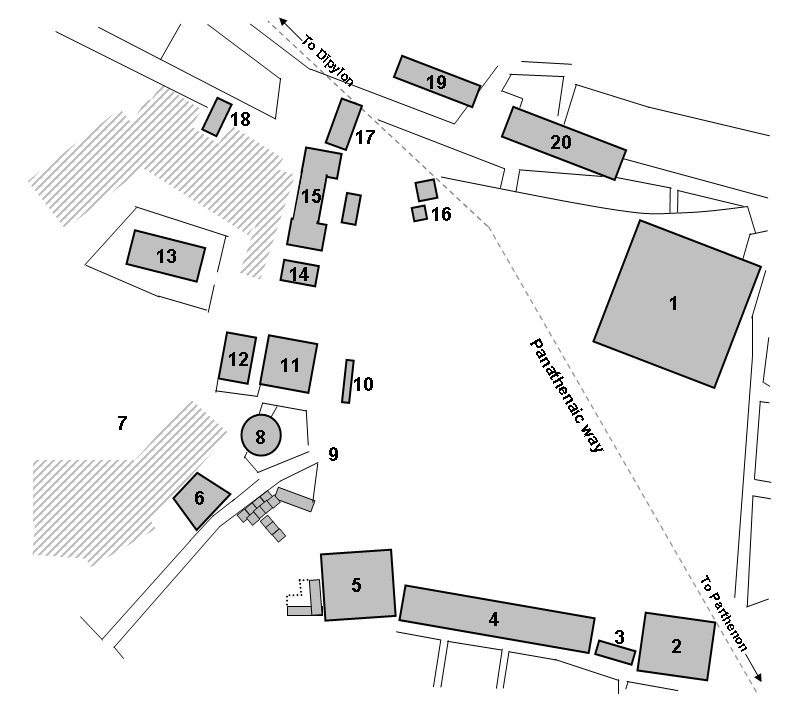
Plano del ágora de Atenas. La Estoa Pecile es el número 19.

La Estoa Pecile (en griego antiguo, ἡ ποικίλη στοά, hē Poikílē stoá) o Pórtico Pintado, originariamente llamada «Pórtico de Pisianacte» (en griego, ἡ Πεισιανάκτειος στοά), era un monumento de la antigua Grecia, erigido en un enclave privilegiado, al norte de ágora de Atenas.
La Estoa dio nombre a la escuela filosófica de los estoicos. El fundador del movimiento, Zenón de Citio, tenía la costumbre de enseñar allí. Se ha sugerido que una de las razones por las que Zenón eligió la stoa como lugar de enseñanza fue que las pinturas del edificio representaban las virtudes que enseñaba en su filosofía.

## Descripción
Se encontraba en la esquina noroeste del Ágora, a la izquierda (norte) de la Vía Panatenaica al entrar en el Ágora. Al oeste había una estrecha calle que iba de norte a sur. Al otro lado de esa calle se encontraba el Templo de Afrodita Urania, un altar y (en la época romana) un templo, probablemente dedicado a Afrodita Urania. Al norte se encontraba un edificio comercial clásico. Al suroeste, al otro lado de la Vía Panatenaica, estaban la Estoa Basileos, el Leocoreion y el Altar de los Doce Dioses. Otra calle que iba de norte a sur probablemente delimitaba el borde oriental de la estoa y en algún lugar más al este estaba la Estoa de Hermes.
Era un verdadero edificio de uso público, sin ningún funcionario, grupo o función que reclamara prioridad para su uso. A tenor de la cerámica encontrada en sus cimientos, la estoa fue datada entre los años 475-450 a. C.
Era un edificio grande, como se descubrió en los años 1980, con cimientos de 12 metros de frente a fondo, y una longitud total, no excavada calculada en principio en 36 metros, que fue recalculada en 48 metros en los años 2000, luego de la excavación.
Estaba orientada hacia el sur, lo que favorecía la entrada del calor del sol en invierno, mientras que los vientos glaciales del norte eran detenidos por su fachada trasera.
Estaba orientada de modo que se extendía de suroeste a noreste. El muro norte (trasero) tiene 1,40 m de ancho y se ha descubierto en una longitud de 10,40 m. Se desconoce su longitud tota, pero al menos 46 m serían proporcionales a la profundidad de la estoa. Probablemente se extendía en toda o la mayor parte del camino hasta la siguiente calle norte-sur, que entra en el ágora a unos 55 m al este. El muro lateral oeste tenía 12,6 m de largo y (a nivel de los cimientos) 2,68 m de grosor. La base constaba de tres escalones de poros duros, de grano fino, de muy buena factura, unidos con mucha precisión mediante abrazaderas de hierro de doble T selladas en su lugar con plomo. Los escalones muestran un desgaste sustancial debido al uso como asientos. Un grafiti kalós invertido indica que los bloques fueron reutilizados de algún contexto anterior. El lado sur de la estoa era la fachada principal. Había cuatro escalones y una columnata dórica, con un intercolumnio de 1,998 metros. Sobre esto había un friso de poros de triglifos, de 0,718 m de altura. Los triglifos tenían 0,384 m de ancho; las metopas, que consistían en paneles de mármol encajados entre los triglifos, tenían 0,615 m de ancho. Este friso continuaba alrededor de los lados oeste y este de la estoa. En el interior, había una columnata interior de estrechas columnas jónicas con fustes porosos y capiteles de mármol, que sostenían la cumbrera del tejado. Esto lo convierte en el edificio conocido más antiguo de Atenas que combina los órdenes dórico y jónico. Un conjunto de bloques porosos rugosos que corrían a lo largo del interior de la pared trasera probablemente sostenían un banco que corría a lo largo de dicha pared.
El relleno de los cimientos consistía en lascas de poros y tierra roja que contenían numerosos fragmentos de cerámica que datan casi exclusivamente de la década del 460 a. C., lo que indica que esta fue la fecha de construcción.
En el siglo II d. C., se alzaban frente a la estoa estatuas de bronce de Hermes Agoreo, Solón, Seleuco y otros.

### Exterior
El pórtico, presentaba una escalinata de tres peldaños todo a lo largo de su fachada, allí mostraba una larga fila de columnas dispuestas a intervalos regulares.
Las numerosas columnas eran de orden dórico y al igual que los peldaños estaban construidas con piedra caliza, dura y de grano fino. 

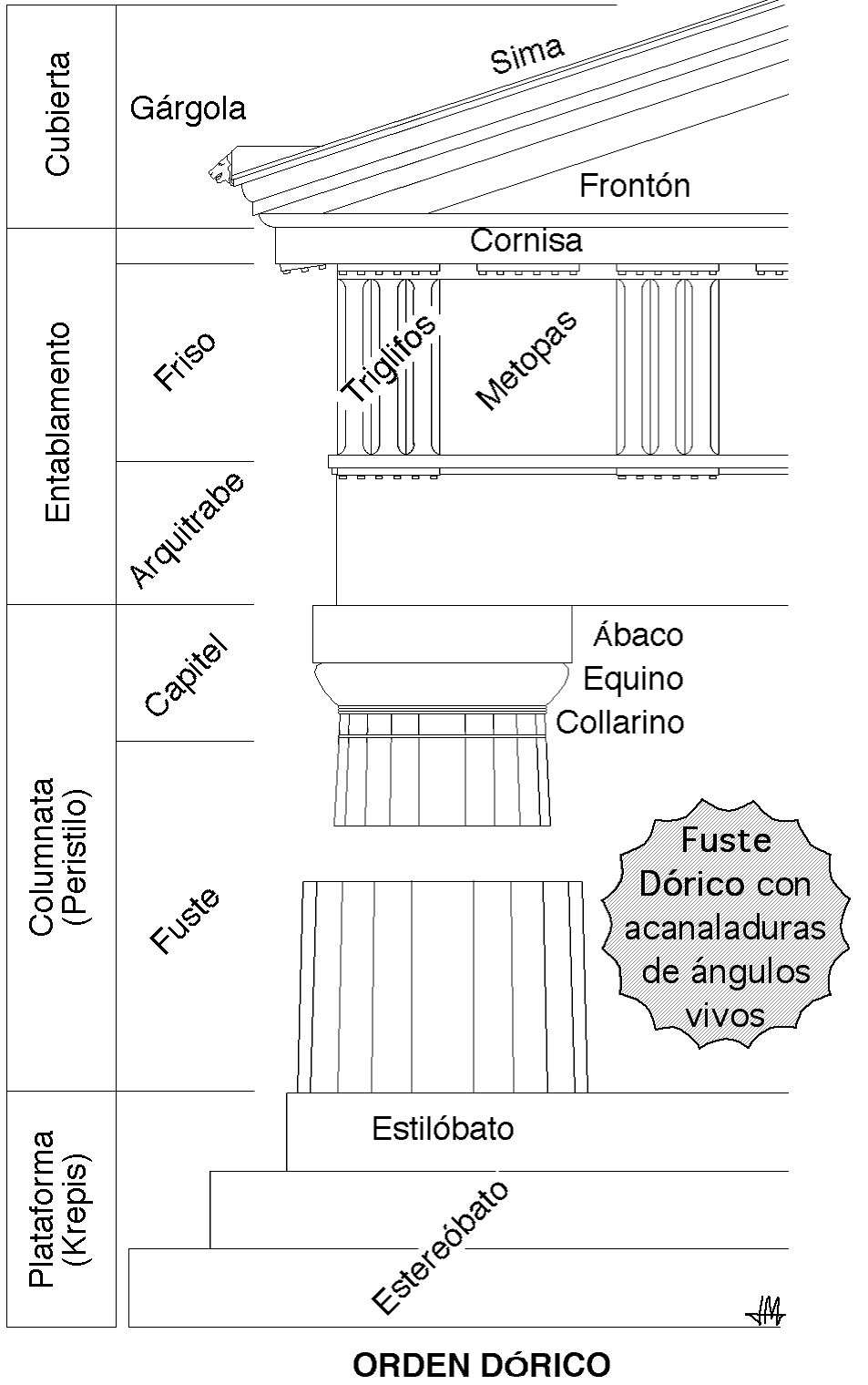
Orden dórico de la Estoa Pintada.

Por encima de la columnata, se encontraban las estructuras clásicas superiores de tipo dórico:
- entablamento, con
  - arquitrabe,
  - friso con
    - triglifos y
    - metopas, y

  - cornisa.
- Cubierta con
  - frontón,
  - gárgola y
  - sima.

### Interior
Poco tiempo después de su construcción albergó paneles pintados, lo que le valió el nombre de Poikile ('Pintado'). Dichas pinturas fueron realizadas por eminentes artistas de mediados del siglo V a. C.: Polignoto, Micón y Paneno. Las fuentes no están de acuerdo sobre qué pintor produjo qué pintura.
Según Plutarco, cuando Polignoto pintó a las troyanas, representó el rostro de Laódice a imagen del de Elpinice. Añade que pintó la estoa gratis, para ser recordado con honor por Atenas, como cuentan los historiógrafos griegos.
El poeta Melancio de Sición dice al respecto: «Pues a su costa adornó los templos de los dioses y el ágora de Cécrope con hazañas heroicas».
Las pinturas son descritas con detalle por Pausanias, quien aún las pudo admirar en el siglo II. En ellas se representaron las grandes hazañas militares de Atenas, a la vez históricas y mitológicas. En concreto, Pausanias describe, sin mencionar a sus autores:
- La batalla de Énoe, de tema y autor desconocidos,[31] que tal vez tuvo lugar durante la primera guerra del Peloponeso [32]
- La Amazonomaquia, de Micón o Paneo por diferentes fuentes.[31]
- La toma de Troya, y el juicio de Áyax el Menor,que Plutarco atribuye a Polignoto.[33]
- La batalla de Maratón, atribuida a Paneno, Polignoto o Micón, según la fuente. Demóstenes, Esquines y otros autores señalan la pintura de esta batalla como un monumento clave del valor ancestral de Atenas.[34]

Un escoliasta afirma que la estoa contenía "muchas pinturas", y varios autores mencionan otras pinturas, incluida una pintura de Apolodoro o Pánfilo de las heraclidas y Alcmena suplicando a los atenienses protección contra Euristeo, una imagen del trágico Sófocles tocando la lira, y una batalla en Fliunte.
El conjunto de pinturas yuxtapone marcadamente acontecimientos míticos e históricos, de modo que las victorias míticas de Teseo sobre las amazonas y de los griegos sobre Troya contrastan con la (presumiblemente) histórica batalla de Énoe, aparentemente la primera victoria importante ateniense sobre Esparta, y la victoria ateniense sobre los aqueménidas en Maratón. Este contraste es un tema recurrente en el arte y la literatura de Atenas desde el siglo V a. C.
Albergaba escudos de bronce y armamento tomado a los vencidos como botín. Los escudos capturados a los espartanos en la batalla de Esfacteria en el 425 a. C. y en el asedio de Escíone en el 421 a. C. fueron colocados en la estoa, donde todavía podían verse en el siglo II d. C.

#### Batalla de Maratón
La pintura de la Batalla de Maratón reflejaba la confianza e identidad de los atenienses tras las guerras médicas. De esta pintura, Pausanias dice:

Al final de la pintura se ven los que lucharon en Maratón; los beocios de Platea y el contingente ático se enfrentan a los extranjeros. En este punto, ninguno de los dos bandos tiene ventaja, pero el centro de la lucha muestra a los extranjeros huyendo y empujándose unos a otros hacia el pantano, mientras que al final de la pintura se ven las naves fenicias y a los griegos matando a los extranjeros que intentan entrar en ellas. Aquí también hay un retrato del héroe Maratón, de quien toma nombre la llanura, de Teseo, representado subiendo del inframundo, de Atenea y de Heracles. Los maratonianos, según su propio relato, fueron los primeros en considerar a Heracles un dios. Entre los combatientes, las figuras más destacadas de la pintura son Calímaco, elegido comandante en jefe por los atenienses, Milcíades, uno de los generales, y un héroe llamado Echetlus, del que hablaré más adelante.
Pausanias 1.15.3.

### Puerta helenística

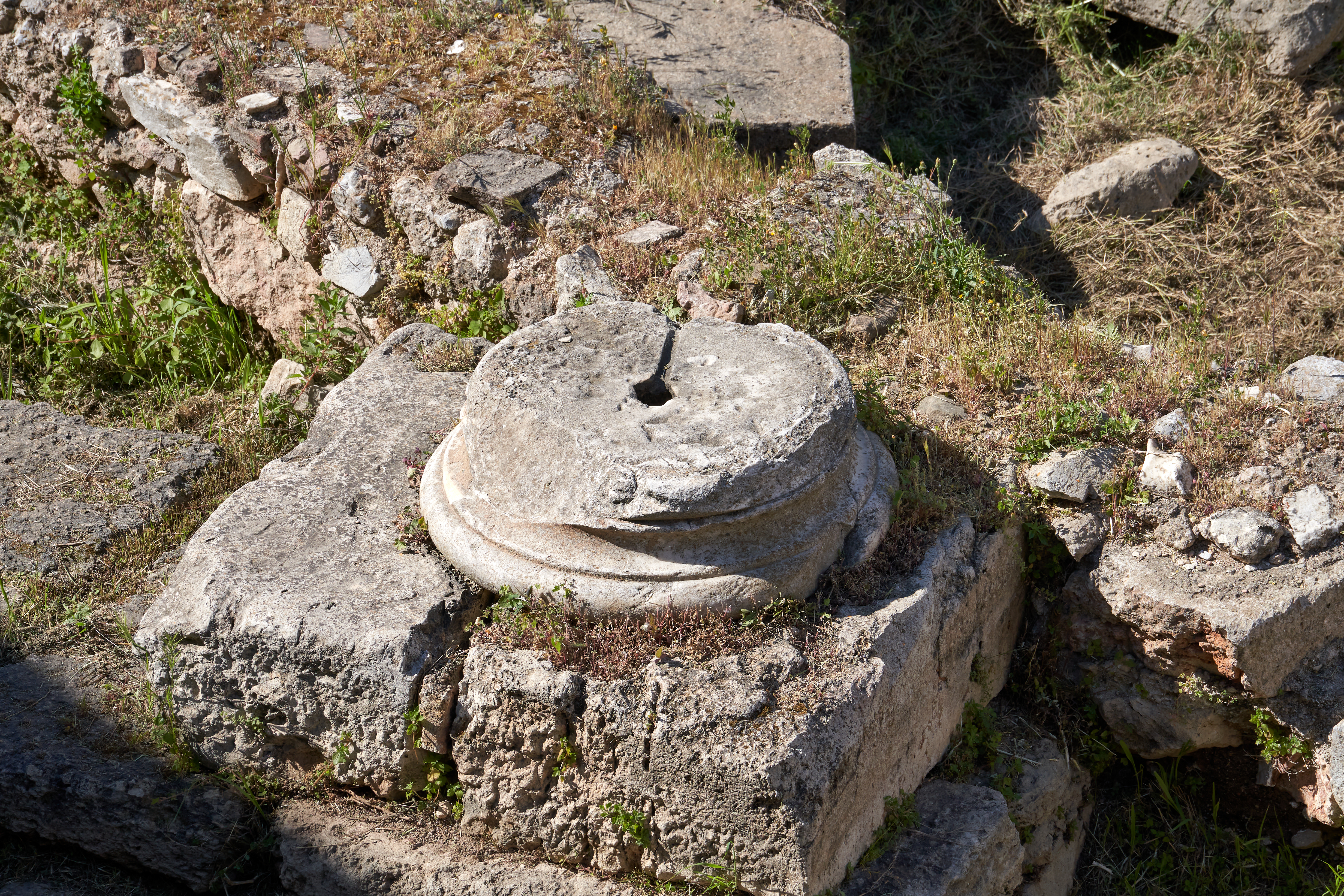
Base de columna tardorromana sobre el pilar oeste de la puerta helenística.

En el período helenístico se construyó una puerta sobre la calle norte-sur, que lindaba con el muro oeste de la estoa y se alineaba perfectamente con su fachada en antas. Los cimientos de esta puerta están formados por bloques de poros y constan de dos grandes pilares, con un espacio de 2,5 metros de grava compactada para el tráfico. A solo dos bloques de la superestructura (un poros de mayor calidad) Sobrevivir. No es posible reconstruir su apariencia, pero debe haber sido una estructura grande e imponente. La cerámica encontrada en el relleno de la carretera data del 325 a. C. a poco después del 300 a. C., lo que indica que se construyó alrededor del 300 a. C. Los cimientos de conglomerado de la base de un monumento se encuentran frente al pilar oeste.
Pausanias menciona esta puerta, quien afirma que tenía un trofeo en su parte superior que conmemoraba la victoria de la caballería ateniense sobre Pleistarco.
La estructura fue demolida antes o durante la construcción de la Estoa tardorromana en el siglo V d. C. El pilar occidental se utilizó entonces como base para un monumento columnar; la base jónica aún se conserva in situ sobre él.

## Historia

### Origen
Al principio el pórtico se llamaba la Estoa Peisianactea (ἡ Πεισιανάκτειος στοά), por su financiador Peisianax o Peisianacte (cuñado de Cimón), en los años 460 a. C. Poco tiempo después de su construcción fue adornado con pinturas, lo que le valió cambiar el nombre a Poikile ('Pintado').
Según Diógenes Laercio, fue el lugar donde el gobierno oligárquico de los Treinta Tiranos se deshizo de 1400 ciudadanos atenienses en el 403 a. C. No está claro si esto significa que esta estoa fue donde los sentenciaron a muerte o donde los ejecutaron.
Fuentes de mediados del siglo IV a. C. mencionan su uso como tribunal de justicia y como sede de arbitrajes oficiales.

### Lugar de filósofos
Desde el  siglo IV a. C., los filósofos griegos solían enseñar en esta estoa. Crates de Tebas, un filósofo cínico sin hogar, pasaba su tiempo allí. Su alumno, Zenón de Citio, estuvo particularmente vinculado a ella, donde enseñó desde aproximadamente el año 300 a. C. hasta su muerte, en el año 262 a. C. La escuela filosófica que fundó recibió el nombre de estoicismo, o filosofía del pórtico, como resultado. El poeta cómico de finales del siglo III a. C. Teogneto se refiere a «argumentos insignificantes de la Estoa Poikile» en un chiste sobre los filósofos. Algunos filósofos hablaban con sus seguidores mientras caminaban de arriba abajo por la estoa, pero había bancos donde la gente podía sentarse a escuchar discursos. También había una zona —probablemente las escaleras— donde solían sentarse los mendigos. El epistológrafo del siglo II d. C. Alcifrón se refiere a «la gente descalza y cadavérica que pasa su tiempo en el Poikile» y a «los filósofos parlanchines que causan problemas allí». Luciano de Samosata presenta a filósofos que enseñan y debaten allí en varias de sus obras.

### Historia posterior
En la época imperial romana, también era un lugar de entretenimiento callejero; el novelista del siglo II d. C., Apuleyo, informa haber visto allí a tragasables y gimnastas.
La Stoa Poikile se mantuvo en buen estado durante más de seis siglos, con la adición ocasional de nuevas obras pictóricas. Sufrió daños cuando Atenas fue saqueada en 267 d. C. por los hérulos, aunque solo se llevaron lo más fácil de despojar. Las pinturas fueron retiradas por un procónsul romano, poco antes del año 396. El edificio aún se mantenía en pie en el siglo V d. C., cuando se construyó la "estoa tardorromana" al oeste; este edificio se apoyaba contra el muro oeste de la Stoa Poikile. Los escombros sobre los restos sugieren que dejó de usarse y se extrajo material de construcción en una cantera en el siglo VI d. C.

## En elsigloXX
El edificio ha sido identificado gracias al testimonio de Pausanias, al material utilizado y a su estructura. La estoa fue descubierta como parte de las excavaciones en la esquina  noroeste del ágora ateniense realizadas por la Escuela Americana de Estudios Clásicos. En 1949, Homer A. Thompson halló un conjunto de fragmentos arquitectónicos de una estoa que había sido reutilizada en un muro de la antigüedad tardía al oeste de la Estoa de Átalo. Estos consistían en un entablamento dórico y columnas interiores jónicas de mediados del siglo V a. C. En 1970, Lucy Shoe Meritt los identificó como fragmentos de la Stoa Poikile. Los cimientos de la estoa se descubrieron durante nuevas excavaciones estadounidenses en la esquina noroeste del Ágora en el número 13 de la calle Adrianou y Astingos , que tuvieron lugar entre 1980 y 1982 bajo la dirección de T. Leslie Shear, Jr.. La excavación de la estoa fue supervisada por Ione Mylonas Shear, Alison Adams y Margaret Miles en 1981 y por ohn McK. Camp| en 1982.,debajo de ruinas bizantinas y romanas. Se encuentra entre las actuales calles Adrianou y Astingos, a seis metros debajo de su nivel.} Solo se excavó la esquina occidental de la estoa. Este descubrimiento desmintió la teoría de Shoe Meritt, ya que las medidas de los cimientos no coinciden con los fragmentos arquitectónicos del muro de la Antigüedad Tardía. Se encontraron fragmentos arquitectónicos que sí encajan con los cimientos dispersos por la esquina noroeste del Ágora.
Desde 1980 son visibles los cimientos de la pared oeste de 12 metros de frente a fondo y con un grosor de 2,6 metros.
En el frente de la pared oeste, persisten segmentos de tres escalones, que están en su posición original, tallados en piedra local dura y de grano fino. Las losas de piedra de los escalones estaban unidas estrechamente, muestran marcas de abrazaderas metálicas con forma de «doble T». Los bloques fueron cortados con una longitud uniforme de un metro con escalones de 30 centímetros de profundidad y 24 cm de alto.
En el extremo oeste de la Stoa Poikile, es visible también la posición de la columnata (stoa) frontal, gracias a la base de la última columna. Se calcularon así un mínimo de veintitrés columnas externas.
En el interior del edificio se puede observar en el oeste la posición que ocupaba una de las gruesas columnas de 60 cm de diámetro, que sostenían la cumbre del techo. En la campaña 2002-2007 se pudo desenterrar el extremo este de la Estoa, allí fue hallada una de estas columnas in situ. Se calcularon un mínimo de once columnas internas con una separación de 4 metros entre ellas. Con estos datos es posible recalcular la longitud del edificio en 48 m.
Un anta es la estructura lateral de la pared del edificio que soporta parte del peso, pilastras que refuerzan y decoran los extremos del muro. Un capitel de anta es el remate del anta sobre el cual descansan y se apoyan los elementos superiores. 
Las excavaciones realizadas entre 1983-1990 aclararon la relación de la Stoa Poikile con el Eridanos entubado. La estoa tiene los cimientos de su extremo oeste, a una distancia de tres metros del canal norte del antiguo río. En el otro canal, el canal sur, desemboca el Desagüe grande.
En esta misma campaña de excavación, fueron localizados cinco tambores de columna, que por material, tamaño y estilo pertenecen la Stoa Poikile, dispuestos verticalmente dentro del canal sur del Eridanos. En 1832 se habían descubierto cerca de veinte tambores espaciados a 1,5 metros, apoyados contra la pared media colocados como sostén de las losas de la cubierta del canal.